# Bahnstrecke Nérac–Mont-de-Marsan
| Streckenabschnitt bei Mont-de-Marsan |                      |                                                                 |                                                  |
| Streckennummer (SNCF): | 644 000              |                                                                 |                                                  |
| Streckenlänge: | 93,7 km              |                                                                 |                                                  |
| Spurweite: | 1435 mm (Normalspur) |                                                                 |                                                  |
| Maximale Neigung: | 12 ‰                 |                                                                 |                                                  |
| |                      |                                                                 |                                                  |
| \| \| \| Bahnstrecke Port-Sainte-Marie–Riscle v. Port-Ste-Marie \| \| \| \| 134,6 \| Nérac \| 71 m \| \| \| ~135,2 \| Bahnstrecke Port-Sainte-Marie–Riscle nach Riscle \| Bahnstrecke Port-Sainte-Marie–Riscle nach Riscle \| \| \| \| Tunnel de Lamothe Douazan (1237 m) \| \| \| \| 139,9 \| Osse (59m) \| Osse (59m) \| \| \| ~140,3 \| D 656 (ehem. N 656) \| D 656 (ehem. N 656) \| \| \| 140,3 \| Latapie \| 61 m \| \| \| 142,5 \| Andiran \| 56 m \| \| \| 143,2 \| Gélise (92 m) \| Gélise (92 m) \| \| \| 146,9 \| Gélise (48 m) \| Gélise (48 m) \| \| \| 148,7 \| Mézin \| 62 m \| \| \| 148,9 \| Streckenende \| Streckenende \| \| \| ~149,0 \| D 656 (ehem. N 656) \| D 656 (ehem. N 656) \| \| \| 152,7 \| Poudenas \| 67 m \| \| \| \| 158,2 Sos \| \| \| \| 159,6 \| Gélise \| Gélise \| \| \| 160,1 \| Tunnel de Pinot (169 m) \| Tunnel de Pinot (169 m) \| \| \| 161,2 \| Tunnel de Hausse-Came (161 m) \| Tunnel de Hausse-Came (161 m) \| \| \| 162,2 \| Le Peyré \| 80 m \| \| \| 168,7 \| Saint-Pé-Saint-Simon \| 90 m \| \| \| 168,6 \| Gélise; Département Lot-et-Garonne/Gers \| Gélise; Département Lot-et-Garonne/Gers \| \| \| 168,8 \| Gélise; Département Gers/Landes \| Gélise; Département Gers/Landes \| \| \| 169,x \| Bahnstrecke Langon–Gabarret von Eauze \| Bahnstrecke Langon–Gabarret von Eauze \| \| \| ~175,5 \| D 656 (ehem. N 656) \| D 656 (ehem. N 656) \| \| \| 176,0 \| Gabarret \| 163 m \| \| \| ~176,6 \| Bahnstrecke Langon–Gabarret nach Langon \| Bahnstrecke Langon–Gabarret nach Langon \| \| \| ~177,4 \| N 524 \| N 524 \| \| \| ~179,6 \| Département Landes/Gers \| Département Landes/Gers \| \| \| 183,2 \| Barbotan-les-Thermes \| 136 m \| \| \| ~185,4 +0,9 \| Département Landes/Gers (2 ×) \| Département Landes/Gers (2 ×) \| \| \| 187,2 \| Cazaubon \| 99 m \| \| \| ~188,5 \| Département Gers/Landes \| Département Gers/Landes \| \| \| 190,6 \| Mauvezin-d’Armagnac \| 92 m \| \| \| 196,8 \| Labastide-d’Armagnac \| 97 m \| \| \| 203,1 \| Le Frêche \| 100 m \| \| \| 208,4 \| Midou (40 m) \| Midou (40 m) \| \| \| 211,9 \| Villeneuve-de-Marsan \| 90 m \| \| \| 214,9 \| Pujo-Saint-Cricq \| 79 m \| \| \| 216,6 \| A 65 \| A 65 \| \| \| 219,8 \| Bougue \| 67 m \| \| \| 221,9 \| Mazerolles \| 81 m \| \| \| \| Bahnstrecke Marmande–Mont-de-Marsan v. Marmande \| \| \| \| \| \| \| \| \| \| Bahnstrecke Morcenx–Bagnères-de-Bigorre von Bagnères-de-Bigorre \| \| \| \| \| \| \| \| \| 228,3 147,0 \| Mont-de-Marsan \| 63 m \| \| \| \| Bahnstrecke Luxey–Mont-de-Marsan (LM) nach Luxey \| \| \| \| \| Bahnstrecke Dax–Mont-de-Marsan nach Dax \| \| \| \| \| Bahnstrecke Morcenx–Bagnères-de-Bigorre n. Morcenx \| \| \| \| \| \| \| \| Kilometrierung von Bordeaux-St-Jean über Port-Sainte-Marie \| \| \| \| |                      |                                                                 |                                                  |
| |                      | Bahnstrecke Port-Sainte-Marie–Riscle v. Port-Ste-Marie          |                                                  |
| Dienststation / Betriebs- oder Güterbahnhof | 134,6                | Nérac                                                           | 71 m                                             |
| Abzweig geradeaus und nach links | ~135,2               | Bahnstrecke Port-Sainte-Marie–Riscle nach Riscle                | Bahnstrecke Port-Sainte-Marie–Riscle nach Riscle |
| Tunnel |                      | Tunnel de Lamothe Douazan (1237 m)                              | Tunnel de Lamothe Douazan (1237 m)               |
| Brücke über Wasserlauf | 139,9                | Osse (59m)                                                      | Osse (59m)                                       |
| Bahnübergang | ~140,3               | D 656 (ehem. N 656)                                             | D 656 (ehem. N 656)                              |
| ehemaliger Haltepunkt / Haltestelle | 140,3                | Latapie                                                         | 61 m                                             |
| ehemaliger Bahnhof | 142,5                | Andiran                                                         | 56 m                                             |
| Brücke über Wasserlauf | 143,2                | Gélise (92 m)                                                   | Gélise (92 m)                                    |
| Brücke über Wasserlauf | 146,9                | Gélise (48 m)                                                   | Gélise (48 m)                                    |
| Dienststation / Betriebs- oder Güterbahnhof | 148,7                | Mézin                                                           | 62 m                                             |
| | 148,9                | Streckenende                                                    | Streckenende                                     |
| Bahnübergang (Strecke außer Betrieb) | ~149,0               | D 656 (ehem. N 656)                                             | D 656 (ehem. N 656)                              |
| Haltepunkt / Haltestelle (Strecke außer Betrieb) | 152,7                | Poudenas                                                        | 67 m                                             |
| Bahnhof (Strecke außer Betrieb) |                      | 158,2 Sos                                                       | 158,2 Sos                                        |
| Brücke über Wasserlauf (Strecke außer Betrieb) | 159,6                | Gélise                                                          | Gélise                                           |
| Tunnel (Strecke außer Betrieb) | 160,1                | Tunnel de Pinot (169 m)                                         | Tunnel de Pinot (169 m)                          |
| Tunnel (Strecke außer Betrieb) | 161,2                | Tunnel de Hausse-Came (161 m)                                   | Tunnel de Hausse-Came (161 m)                    |
| Haltepunkt / Haltestelle (Strecke außer Betrieb) | 162,2                | Le Peyré                                                        | 80 m                                             |
| Bahnhof (Strecke außer Betrieb) | 168,7                | Saint-Pé-Saint-Simon                                            | 90 m                                             |
| | 168,6                | Gélise; Département Lot-et-Garonne/Gers                         | Gélise; Département Lot-et-Garonne/Gers          |
| | 168,8                | Gélise; Département Gers/Landes                                 | Gélise; Département Gers/Landes                  |
| Abzweig geradeaus und von links (Strecke außer Betrieb) | 169,x                | Bahnstrecke Langon–Gabarret von Eauze                           | Bahnstrecke Langon–Gabarret von Eauze            |
| Bahnübergang (Strecke außer Betrieb) | ~175,5               | D 656 (ehem. N 656)                                             | D 656 (ehem. N 656)                              |
| Bahnhof (Strecke außer Betrieb) | 176,0                | Gabarret                                                        | 163 m                                            |
| Abzweig geradeaus und nach rechts (Strecke außer Betrieb) | ~176,6               | Bahnstrecke Langon–Gabarret nach Langon                         | Bahnstrecke Langon–Gabarret nach Langon          |
| Bahnübergang (Strecke außer Betrieb) | ~177,4               | N 524                                                           | N 524                                            |
| Grenze (Strecke außer Betrieb) | ~179,6               | Département Landes/Gers                                         | Département Landes/Gers                          |
| Bahnhof (Strecke außer Betrieb) | 183,2                | Barbotan-les-Thermes                                            | 136 m                                            |
| Grenze (Strecke außer Betrieb) | ~185,4 +0,9          | Département Landes/Gers (2 ×)                                   | Département Landes/Gers (2 ×)                    |
| Bahnhof (Strecke außer Betrieb) | 187,2                | Cazaubon                                                        | 99 m                                             |
| Grenze (Strecke außer Betrieb) | ~188,5               | Département Gers/Landes                                         | Département Gers/Landes                          |
| Haltepunkt / Haltestelle (Strecke außer Betrieb) | 190,6                | Mauvezin-d’Armagnac                                             | 92 m                                             |
| Bahnhof (Strecke außer Betrieb) | 196,8                | Labastide-d’Armagnac                                            | 97 m                                             |
| Bahnhof (Strecke außer Betrieb) | 203,1                | Le Frêche                                                       | 100 m                                            |
| Brücke über Wasserlauf (Strecke außer Betrieb) | 208,4                | Midou (40 m)                                                    | Midou (40 m)                                     |
| Bahnhof (Strecke außer Betrieb) | 211,9                | Villeneuve-de-Marsan                                            | 90 m                                             |
| Haltepunkt / Haltestelle (Strecke außer Betrieb) | 214,9                | Pujo-Saint-Cricq                                                | 79 m                                             |
| | 216,6                | A 65                                                            | A 65                                             |
| Bahnhof (Strecke außer Betrieb) | 219,8                | Bougue                                                          | 67 m                                             |
| Haltepunkt / Haltestelle (Strecke außer Betrieb) | 221,9                | Mazerolles                                                      | 81 m                                             |
| Abzweig ehemals geradeaus und von rechts |                      | Bahnstrecke Marmande–Mont-de-Marsan v. Marmande                 | Bahnstrecke Marmande–Mont-de-Marsan v. Marmande  |
| |                      |                                                                 |                                                  |
| |                      | Bahnstrecke Morcenx–Bagnères-de-Bigorre von Bagnères-de-Bigorre |                                                  |
| |                      |                                                                 |                                                  |
| Kopfbahnhof Streckenanfang | 228,3 147,0          | Mont-de-Marsan                                                  | 63 m                                             |
| Strecke nach rechts und von halblinks · Strecke |                      | Bahnstrecke Luxey–Mont-de-Marsan (LM) nach Luxey                | Bahnstrecke Luxey–Mont-de-Marsan (LM) nach Luxey |
| |                      | Bahnstrecke Dax–Mont-de-Marsan nach Dax                         |                                                  |
| |                      | Bahnstrecke Morcenx–Bagnères-de-Bigorre n. Morcenx              |                                                  |
| |                      |                                                                 |                                                  |
| Kilometrierung von Bordeaux-St-Jean über Port-Sainte-Marie |                      |                                                                 |                                                  |

Die 1889 fertiggestellte Bahnstrecke Nérac–Mont-de-Marsan war 93,7 km lang, eingleisig und geht auf den Plan Freycinet von 1883 zurück, mit dem jeder Franzose in einer Ortschaft von mehr als 1500 Einwohnern einen Eisenbahnanschluss in Normalspur haben sollte. Sie liegt im Zentrum der Gascogne und verband in Ost-West-Richtung das Tal der Garonne mit dem Hinterland, das von der anderen Seite durch die Bahnstrecke Bordeaux–Irun erschlossen war. Der Endbahnhof Mont-de-Marsan war dabei ein wichtiger Eisenbahnknoten mit Strecken in sechs Himmelsrichtungen.

## Geschichte

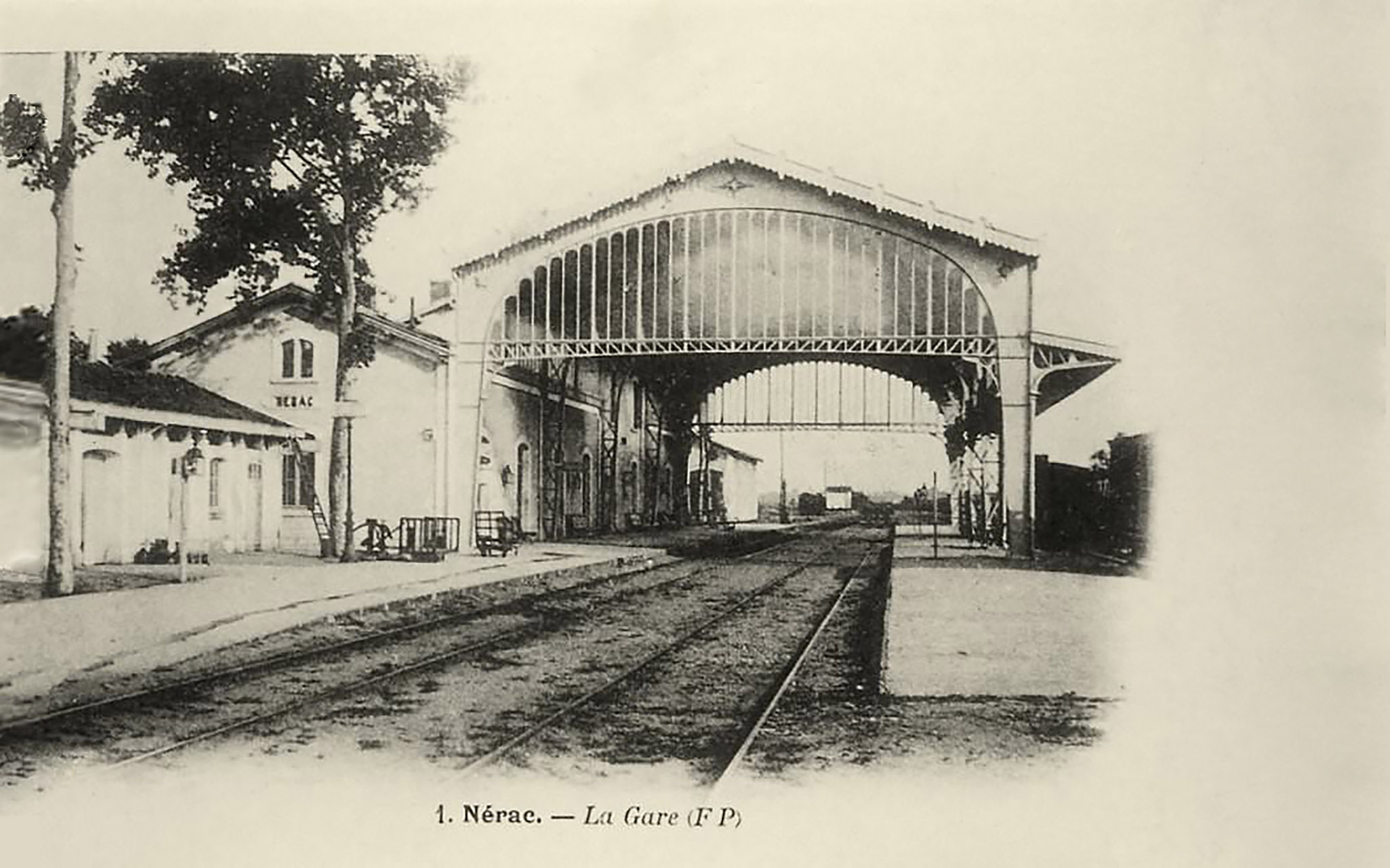
Bahnhof Nérac um 1905

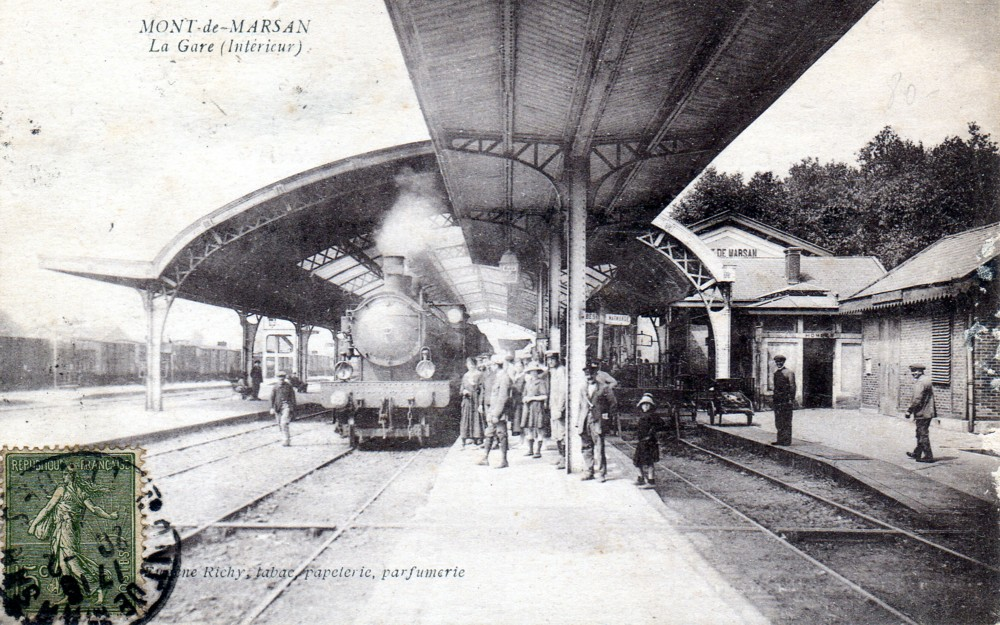
Bahnhof Mont-de-Marsan in den Anfangsjahren

Die Strecke wurde am 6. August 1881 für die Compagnie des chemins de fer du Midi konzessioniert und für gemeinnützig erklärt, die in dieser Region Frankreichs die Hauptstrecken bewirtschaftete. Der Bau der ersten, 14,1 km langen Etappe ging relativ schnell vonstatten. Am 23. Juni 1890 konnte dieses Teilstück eröffnet werden. Für den zweiten, wesentlich längeren Streckenabschnitt benötigte die Gesellschaft noch einmal siebeneinhalb Jahre. Am 12. Dezember 1897 ging Mézin–Mont-de-Marson in Betrieb. Der Bahnhof Nérac wurde durch diese Verbindung deutlich aufgewertet. Er erhielt eine Halle, die drei Gleise überspannte, einen eingleisigen Lokschuppen sowie eine Drehscheibe mit einem Durchmesser von 14 m sowie weitere Nebengebäude und Abstellgleise. Die Halle ist heute verschwunden, doch das Empfangsgebäude befindet sich in einem guten Zustand.
Nur kurze Zeit nach Übernahme der Infrastruktur durch Verstaatlichung durch die SNCF wurde zum 2. Oktober 1938 der Personenverkehr eingestellt. Schon ab den 1920er Jahren wurden einzelne Verbindungen auf Busverkehr umgestellt, nachdem in den Anfangsjahren fünf Zugpaare verkehrt hatten. Anfang Dezember 1962 fuhren im mittleren, 17,8 km langen Abschnitt Gabarret–Sos auch keine Güterzüge mehr und ab November 1969 dann auf der gesamten Strecke.
Zwischen 1906 und 1913 benutzte Armand Fallières, Präsident der Dritten Französischen Republik ab und zu diese Strecke, um auf das Familienanwesen in Mézin zu gelangen.
Seit 2004 verkehrten in den Sommermonaten der Chemin de fer touristique de l’Albret auf dem 13 km langen Abschnitt Nérac–Mézin. Seit 2013 ruht der Verkehr.